# Fenicija
Fenícija je zgodovinska država ob obali Sirije in Libanona med Latakijo na severu in hribom Karmel na jugu. Na tem ozemlju so v 3. tisočletju pr. n. št. nastajale majhne mestne države. Skupaj s Palestino se je Fenicija imenovala dežela Kanaan, kar pomeni dežela škrlata, saj so prebivalci sloveli po izdelavi tkanin, ki so jih barvali s škrlatno barvo. V obdobju med leti 1500 in 332 pr. n. št. so se razvili v eno najpomembnejših trgovskih in pomorskih ljudstev. Razloga za to sta bili predvsem ugodna lega in neugodne razmere za razvoj kmetijstva.
Po mitologiji je Fenicijo ustanovil Fojniks, sin Agenorja in brat Evrope, ki ga je oče poslal iskat ugrabljeno sestro, a se ni nikoli vrnil.

## Nastanek mestnih držav
Mesta so feničani gradili na rtih ob morski obali ali na otokih v bližini obale. Eno najpomembnejših mest je bilo Biblos, ki je doživelo razcvet v 3. tisočletju pr. n. št., ko je trgovalo z Mezopotamijo, Egiptom, Mikenami in Kreto. V prvi polovici 1. tisočletja pr. n. št. sta vodilni mesti postali Sidon in Tir.
Vsako mesto je obkrožalo še okoliško podeželje, pod vodstvom Tira ali Sidona pa so se mesta združevala v zveze mestnih držav. Vsakemu mestu je vladal kralj, ki se je posvetoval s svetom starešin, v katerem so bili predstavniki najpremožnejših trgovskih družin. Zaradi svoje majhnosti in lege so feničanska mesta pogosto priznavala nadoblast Egipčanov, Hetitov, Asircev in Perzijcev. V 8. stoletju pred našim štetjem so osnovali Kartagino. Kartagina, ki se je kasneje osamosvojila in razvila v eno od gospodarsko najuspešnejših dežel. Glej Rim, Punske vojne, Puni, Hanibal.

## Kmetijstvo, obrt in trgovina
Razmere za razvoj kmetijstva so bile večinoma neugodne, edino za kmetijstvo ugodno območje je bilo med Sredozemskim morjem in gorovjem Libanon. Strma območja so obdelovali s pomočjo teras. Glavni pridelki so bili pšenica, ječmen, oljke, vinska trta, datlji, smokve, granatna jabolka in povrtnine.
Najbolj znan izdelek feničanskih obrtnikov je bilo blago, obarvano s škrlatno barvo, ki so ga izvažali v sredozemske dežele. Izvozu so bili namenjeni tudi izdelki iz keramike, slonovine, stekla in kovine.
Trgovina se je razvila v tesni povezavi s pomorstvom. Na razvoj pomorske trgovine je vplivala lega Fenicije ob Sredozemskem morju, saj so se tu stikale prometne poti iz okoliških dežel. Pomorsko trgovino je pospešila tudi hitra rast prebivalstva. Uporabljali so ladje z gredljem, izdelane iz cedrovine. Poganjali so jih z vesli, poznali pa so tudi štirikotna jadra. Ker kompasa še niso poznali, so se orientirali po zvezdah in pluli ob obalah. Po sredozemskih deželah so prodajali izdelke domačih obrtnikov ali preprodajali blago iz različnih dežel, domov pa so uvažali zlato, slonovino in sužnje iz Afrike, srebro in kositer iz Španije ter baker s Cipra.

## Iznajdba črk
Leta 1904 je Anglež Flinders Petrie na Sinaju našel kamnite plošče, popisane s sinajsko pisavo, do sedaj najstarejšim znanim črkopisom. Sredi 2. tisočletja pr. n. št. so ga uporabljali Kanaanci iz Biblosa. Feničani so to pisavo okoli leta 1000 pr. n. št. izpopolnili in razvili feničanski črkopis iz 22 znakov za soglasnike. Od Feničanov so črkopis prevzeli Grki in mu dodali znake za samoglasnike, od njih pa Rimljani, ki so ga posredovali ostali Evropi.